# Байки-Юнусово
Байки-Юнусово (баш. Байҡы-Юныс) — деревня в Караидельском районе Республики Башкортостан Российской Федерации. Входит в состав Байкибашевского сельсовета.

## География
Находится на реках Байки и Аскиш.

### Географическое положение
Расстояние до:
- районного центра (Караидель): 25 км,
- ближайшей ж/д станции (Щучье Озеро): 80 км.

## История
В «Списке населенных мест по сведениям 1870 года», изданном в 1877 году, населённый пункт упомянут как деревня Байки (Юнусова, Ракаева) 1-го стана Бирского уезда Уфимской губернии. Располагалась при речке Ашкише, между правой стороной Кунгурского почтового тракта и левой — Сибирского почтового тракта из Уфы, в 97 верстах от уездного города Бирска и в 28 верстах от становой квартиры в селе Аскине. В деревне, в 85 дворах жили 540 человек (261 мужчина и 279 женщин, тептяри), были мечеть, училище, водяная мельница.
Административный центр двух упразднённых сельсоветов: Тегерменевского и Байки-Юнусовского.

## Население
| 2002 | 2009 | 2010 |
| ---- | ---- | ---- |
| 556  | ↘438 | ↘411 |

Национальный состав
Согласно переписи 2002 года, преобладающие национальности — татары (55 %), башкиры (41 %).

## Известные уроженцы, жители
- Галиаскаров, Зуфар Карамович (1938—2002) — советский хозяйственный деятель.

## Инфраструктура
Личное подсобное хозяйство с зоной сельскохозяйственного использования, индивидуальная застройка усадебного типа.
Байки-Юнусовская основная общеобразовательная школа. Байки-Юнусовский фельдшерско-акушерский пункт. Мечеть

## Транспорт
Автобусное сообщение с райцентром. Остановка общественного транспорта «Байки-Юнусово». 